# Заринь
Заринь (пол. Zaryń) — село в Польщі, у гміні Вежбінек Конінського повіту Великопольського воєводства.
Населення — 492 особи (2011).

## Демографія
Демографічна структура станом на 31 березня 2011 року:
|          | Загалом | Допрацездатний вік | Працездатний вік | Постпрацездатний вік |
| -------- | ------- | ------------------ | ---------------- | -------------------- |
| Чоловіки | 259     | 58                 | 187              | 14                   |
| Жінки    | 233     | 48                 | 135              | 50                   |
| Разом    | 492     | 106                | 322              | 64                   |